# Пламенеющий невус

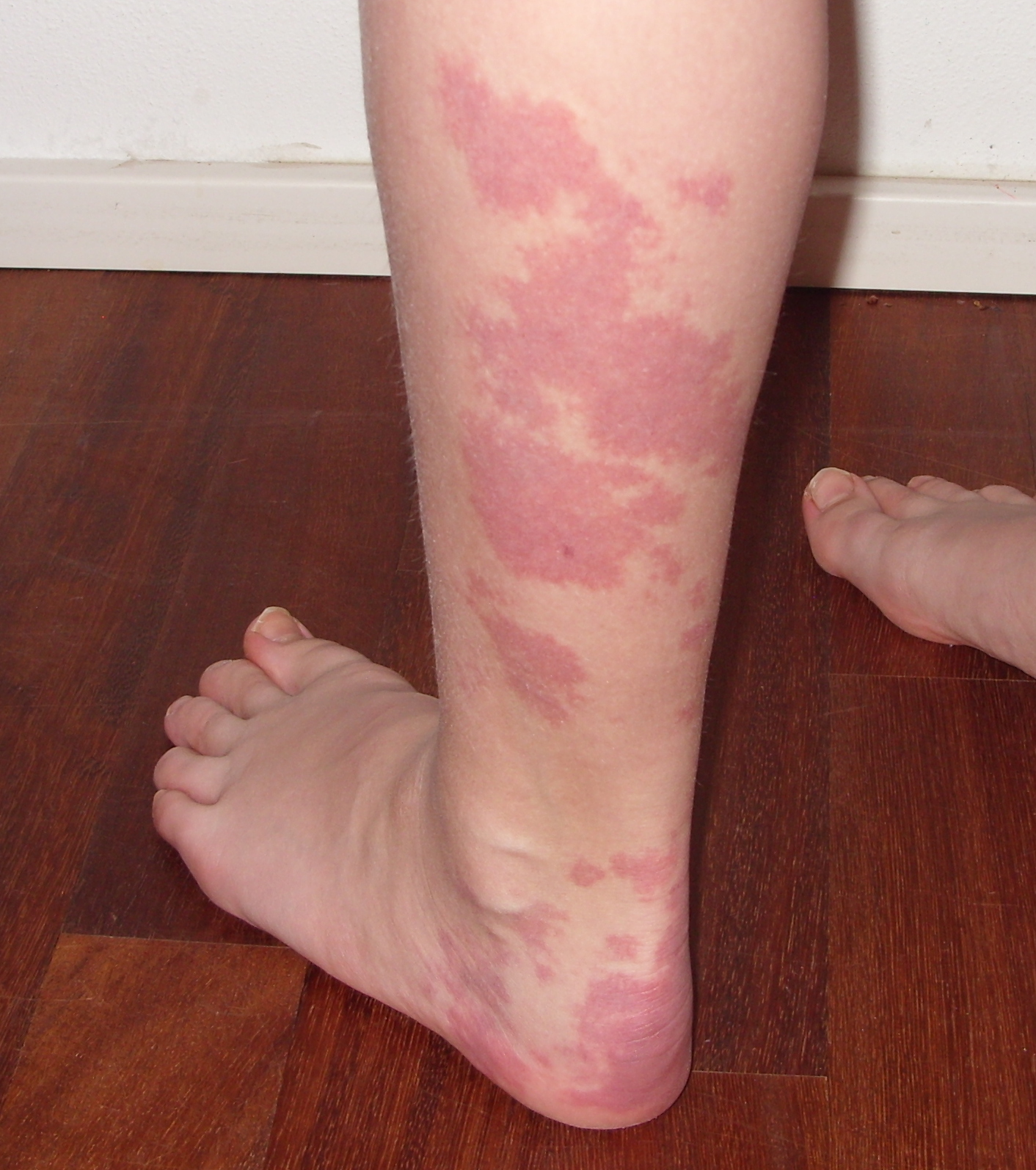
пламенеющий невус на ноге

Винные пятна, или пламенеющий невус, — это сосудистые родинки, состоящие из поверхностных и глубоких расширенных капилляров на коже, которые приводят к красновато-пурпурному окрашиванию кожи. Такое название им дал цвет, напоминающий вино.
Чаще всего, винные пятна присутствуют при рождении и сохраняются на протяжении всей жизни. Участок кожи пострадавшего растёт пропорционально общему росту. Обычно они расположены на лице, но могут появиться на любом участке тела. Сначала пятна, как правило, плоские и розовые. По мере роста ребёнка, цвет может усилиться до тёмно-красного или фиолетового. Во взрослом возрасте может произойти утолщение или увеличение небольших участков.